# الإعلام في النرويج
تعد مقالة الإعلام في النرويج بمثابة موجز شامل لوصف الأوضاع الحالية التي تمر بها الصحافة، والتلفاز، والراديو، ومجال صناعة الافلام، والسينما، والأوساط الاجتماعية في النرويج.

## الصحافة
تحتل النرويج المرتبة الأولى تحت تصنيف «مؤشر حرية الصحافة العالمي» طبقًا لمنظمة «مراسلون بلا حدود». ويعود سبب حرية الصحافة إلى بنود دستور النرويج الذي كُتب عام 1814. ومعظم وسائل الإعلام في النرويج تابعة للقطاع الخاص، وهي تنظم نفسها بنفسها. ورغم هذا فقد تقدم الدولة دعمًا جزئيًا لوسائل الإعلام على صورة منح أو ضرائب مخفضة.

## التلفاز
توجد شركتان تسيطران على سوق البث التلفزيوني الأرضي في النرويج، ألا وهما: شركة NRK التابعة للحكومة (وهي تعرض القنوات التالية: NRK1، NRK2، NRK3، NRK Super)، وشركة TV2 (وهي تمتلك حق بث القنوات الآتية: TV 2 Filmkanalen، TV 2 Nyhetskanalen، TV 2 Sport، TV 2 Zebra، TV 2 Bliss). وذلك إلى جانب القنوات المتواجدة منذ زمن طويل، وهي: TVNorge، و TV3.

## الراديو
تسيطر شركة الخدمات العامة المعروفة بـ «NRK» على خدمة الراديو المحلية في النرويج. وتتلقى هذه الشركة تمويلها عن طريق رسوم الاشتراك في التلفاز التي يتحمل تكلفتها ملاك أجهزة التلفاز. وتقوم NRK ببث برامجها عبر ثلاثة قنوات إذاعية (NRK P1، NRK P2، NRK P3) على نطاق ترددات الـ FM، وكذلك عن طريق خدمة إذاعة الراديو الرقمية (DAB). وذلك بالإضافة إلى عدد من القنوات التخصصية الإضافية التي تذاع حصريَا عن طريق خدمة «DAB» وخدمة «DVB-T» وكذلك على الإنترنت، ومن بينها القناة النرويجيبة الجديدة التي تذيع برامجها باللغة الإنجليزية.

## وسائل التواصل الاجتماعية
يقدر عدد مستخدمي الفيسبوك من النرويج بنحو 1,156,000 بحلول أغسطس 2009. وللمقارنة فإن عدد سكان النرويج الكلي يقدر بحوالي 4,830,000 نسمة.

## المنظمات المهنية
تتضمن النقابات المهنية المختصة بالصحافة في النرويج: اتحاد الصحفيين في النرويج، وجمعية المحررين النرويجيين، وجمعية أعمال وسائل الإعلام النرويجية. وتحتل كلًا من تلك المنظمات مكانًا بداخل جمعية الصحافة النرويجية التي تشملهم جميعًا. وجمعية الصحافة هي المسؤولة عن لجنة شكاوي الصحافة النرويجية (Pressens Faglige Utvalg) والتي تشرف على تنفيذ أصول وقواعد مهنة الصحافة في النرويج. ويشرف مجلس الإذاعة على شركة الإذاعة النرويجية التابعة للدولة. وتساهم سلطة الإعلام النرويجية في تنفيذ التنظيمات واللوائح الحكومية.

## تحيز وسائل الإعلام
وكما هو الحال مع عدة دول أخرى، تتلقى وسائل الإعلام النرويجية الكثير من النقد بسبب كونها متحيزة لليسار السياسي. ويزعم عالم السياسة فرانك آربروت أنه يمتلك من الأدلة ما يثبت صحة هذا الإدعاء بالنسبة لكلٍ من الصحفيين والمحررين النرويجيين. وعلق آربورت بشأن ذلك قائلًا: «إنه لأمر خطير ما نراه من تحيز الصحفيين بنسبة كبيرة إلى اليسار السياسي، ولكن ما يفوقه خطرًا هو أن هذا التحيز يظهر بنسبة أكبر عند المحررين كذلك». وعبر آربورت كذلك عن قلقه حيال الصحفيين الذين يتعاطفون مع حزب التقدم، حيث أن فرصهم في تقلد الوظائف أقل من أولئك الذين يعتقدون بآراء مقاربة لآراء المحررين.
فعلى سبيل المثال تقلد أعضاء حزب التقدم 41 منصبًا في الانتخابات البرلمانية المنعقدة في عام 2009، وذلك رغم أنهم لم يحظوا بأي دعم من الصحفيين على الإطلاق، مما يعكس التباين بين آراء الجمهور وآراء الصحفيين. وكذلك الحال مع الحزب الديموقراطي المسيحي وحزب الوسط من حيث التغطية الاجتماعية، بينما حاز الحزب الاشتراكي الأحمر على بعض الدعم من الإعلام. أما الحزب الاشتراكي اليساري والحزب الليبرالي فقد حازا على أكبر قدر من التغطية الإعلامية، ولو كان الأمر بيد الإعلاميين لحصلوا على مقاعد أكثر مما حصلوا عليه بالفعل. وفي استطلاع رأي عام 2003، قال 36% من الصحفيين أنهم سوف يصوتون للحزب الاشتراكي اليساري وحده، وقال 25% فقط منهم أنهم قد يعطوا أصواتهم لأي من الأحزاب اليمينية الثلاثة مجتمعة (الحزب الديموقراطي المسيحي والحزب المحافظ وحزب التقدم). حيث قال أحد المعلقين أنه إذا أعلن أحد الصحفيين تأييده لحزب التقدم، فسوف يكون ذلك بمثابة «انتحار اجتماعي» له، وقد تكون عواقبه أشد وطأة من الانسحاب من نقابة الصحفيين النرويجية.
وكذلك أبدى معظم المحررين دعمهم للأفكار اليسارية، وذلك في استطلاع رأي في عام 2008 والذي أظهر أنه لو كان الأمر بيد المحررين لحاز حزب العمال على أغلبية المقاعد في البرلمان.
ولكن تعرضت فكرة التحيز السياسي بناءًا على اختيارات أفراد الصحافة الحزبية للنقد. حيث يرى السياسي والمؤرخ المحافظ فرانسس سايرشتد وآخرون أن وسائل الإعلام بصفة عامة لا تنحاز إلى اليمين أو إلى اليسار، لكنها تنحاز عوضًا عن ذلك إلى «الشهرة». مما يعني أن جميع وسائل الإعلام من كافة المذاهب السياسية تميل إلى أن تصور جميع الأحداث من نفس الزاوية، تلك الزاوية التي تصب تركيزها على الشخصنة والأحداث الدراماتيكية.